# کاوالی
کاوالی (به انگلیسی: Kavali) یک زیستگاه انسانی در هند است که در ناحیه سری پوتی سری رامولا نلوره واقع شده‌است.

## خصوصیات
کاوالی ۲۲٫۹۵ کیلومترمربع مساحت و ۸۲٬۳۳۶ نفر جمعیت دارد و ۲۰ متر بالاتر از سطح دریا واقع شده‌است.